# アンソメット岩手・八幡平
アンソメット岩手・八幡平（アンソメットいわて・はちまんたい、Unsommet Iwate Hachimantai）は、かつて存在した日本のサッカークラブ。岩手県八幡平市を本拠地としていた。

## 概要
2009年、｢岩手からの挑戦　Jと名の付く場へ｣を掲げ、FCガンジュ岩手を支援していた｢いこいの村岩手｣により、日本プロサッカーリーグ（Jリーグ）への加盟を目指して発足。 Jリーガーや元セネガル代表GKパパ・マンジャイなど実績のある選手を複数獲得し、県リーグレベルでは異例とも言える積極的な補強を見せた。
愛称のアンソメット(Unsommet)は、フランス語で山嶺（山並み）を意味し、八幡平市にある岩手を象徴する山から由来していた。
2010年、中国スーパーリーグ・大連実徳足球倶楽部からFWマシャイ、韓国Kリーグ・FCソウルからDFイ・ファソプを獲得。全国クラブチームサッカー選手権大会で優勝。
2011年、東北社会人サッカーリーグのラインメール青森FCと強化パートナシップを結び、アンソメットから5選手がレンタル移籍。また、監督の丸山富洋もコーチとしてラインメールの指導にあたった。
天皇杯全日本サッカー選手権大会の予選にあたる、岩手県サッカー選手権大会では準決勝でガンジュ岩手を破るなど躍進。初めて決勝に進みグルージャ盛岡と対戦したが、退場者を2人出し1-3で敗れた。
2012年、アンソメット岩手に改称。
2013年2月に解散。解散直後、アンソメットのGKだった権諒一を中心に新たに八幡平トーレゾールを創設。2016年まで八幡平市を拠点に活動し、2017年にFCガンジュ岩手と統合した。
2013年11月、元監督・丸山富洋がアンソメット時代に保険金を騙し取ったとして詐欺の容疑で逮捕され、2014年1月27日に盛岡地裁によって懲役3年、執行猶予4年の判決が言い渡された。

## 成績
| 年度 | 所属      | 順位 | 勝点 | 試 | 勝 | 分 | 敗 | 得点 | 失点 | 差  | 監督     |
| 2010 | 岩手県4部 | 優勝 | 30   | 10 | 10 | 0  | 0  | 119  | 0    | 119 | 丸山富洋 |
| 2011 | 岩手県3部 | 優勝 |      | 8  | 8  | 0  | 0  |      |      |     | 丸山富洋 |
| 2012 | 岩手県2部 | 不明 | 25   | 10 | 8  | 1  | 1  | 93   | 11   | 82  | 阿達亮介 |

## タイトル

### カップ戦
- 全国クラブチームサッカー選手権大会
  - 2010年

### リーグ戦
- 岩手県社会人サッカーリーグ4部
  - 2010年

## 過去に所属した選手
- ウィウソン・デオダト・ダ・シウヴァ
- 東風淳
- 財津俊一郎
- 関口圭亮
- 高野真凜
- 房哲平
- 藤井貴
- 丸山龍也